# Walter Caldonazzi
Walter Caldonazzi (* 4. Juni 1916 in Mals/Südtirol; † 9. Jänner 1945 in Wien) war österreichischer Widerstandskämpfer gegen den Nationalsozialismus. Er wurde vom Volksgerichtshof zum Tode verurteilt und im Wiener Landgericht enthauptet.

## Der junge Caldonazzi
Walter wurde als Sohn von Rudolf und Wilhelmine Caldonazzi in Mals im Vinschgau geboren. Nach dem Ersten Weltkrieg zog die Familie nach Kramsach in Nordtirol, wo Walter die Pflichtschule absolvierte und Ministrant in der Pfarrkirche Mariathal war. Das Gymnasium besuchte er in Kufstein. Dort trat er 1931 der Mittelschul-Verbindung Cimbria Kufstein im MKV bei.
1933 brach er sich beim Einsteigen in einen Zug die Hüfte und ein Bein. Dieser schwere Unfall führte bei ihm zu einer dauerhaften Gehbehinderung, weshalb er dann oft einen Gehstock mit sich führte.
1934 maturierte Caldonazzi und ging nach Wien, um an der Hochschule für Bodenkultur Forstwirtschaft zu studieren. Vor 1938 war Caldonazzi auch Mitglied der Heimwehr und der Vaterländischen Front. In Wien trat er 1937 der Studentenverbindung K.Ö.H.V. Amelungia Wien im ÖCV bei. Nach dem Anschluss Österreichs am 12. März 1938 wurden alle katholischen Studentenverbindungen verboten und aufgelöst. Dennoch wurde Caldonazzi im Juni 1938 bei einer geheim in der Wohnung eines Bundesbruders durchgeführten Burschung vollwertiges Mitglied der Verbindung. Walter Caldonazzi war von Kindheit an überzeugter Christ und Patriot. So war er ein entschiedener Gegner der Besetzung Österreichs durch Hitler-Deutschland und der damit verbundenen Unterdrückung religiöser Gruppen.

## Widerstand
Nach Abschluss seines Studiums mit dem Titel Diplom-Ingenieur fand Caldonazzi 1941 bei den Vereinigten Forstkanzleien in Wien eine Anstellung. Aufgrund seiner Gehbehinderung war er als für den Wehrdienst untauglich eingestuft.
Bei Besuchen in Tirol soll er in der Umgebung von Kramsach auch mit Hilfe seines Vaters subversiv tätig gewesen sein und gründete gemeinsam mit dem Tiroler Polizisten Andreas Hofer (einem Urenkel des gleichnamigen Tiroler Freiheitskämpfers) eine monarchistisch-separatistische Widerstandsgruppe. Besonders unter den Arbeitern und Angestellten des Rüstungsbetriebs Raspewerke soll er gut vernetzt gewesen sein. Diese waren aus dem 1938 an die Berliner chemische Firma Gebrüder Raspe verkauften Messingwerk Achenrain entstanden und stellten unter anderem schusssichere Benzinbehälter für Flugzeuge her. Walters Vater Rudolf Caldonazzi war vor dem Verkauf in den Messingwerken als Metallarbeiter beschäftigt, wurde allerdings nicht in die Raspewerke übernommen, da man ihn für „politisch unzuverlässig“ hielt. Stattdessen fand er eine Stelle als Buchhalter in den Heinkelwerken in Jenbach. Auch dies war ein wichtiger Rüstungsbetrieb, der beispielsweise Antriebskomponenten für die Messerschmitt Me 163 und V-2-Raketen herstellte. Doch auch dort wurde ihm auf Betreiben von Kramsacher Nationalsozialisten sehr bald gekündigt. Walter und Rudolf Caldonazzi sollen in diesem Umfeld eine Widerstandsbewegung mit 200 bis 400 Mitgliedern aufgebaut haben, die auch Kontakt zu Widerstandsgruppen in der Wildschönau und in Brixlegg hatte. Zu den Aktivitäten zählten dabei Flüsterpropaganda, Feststellung Gleichgesinnter und Sabotage von nationalsozialistischen Versammlungen und Sammlung. Ab 1940 erhielt und verbreitete man Informationen über die Judenmorde und knüpfte über italienische Bauarbeiter Kontakte zu italienischen Widerstandsgruppen.
In Wien schloss sich Walter Caldonazzi spätestens 1943 der Gruppe Maier-Messner um die Widerstandskämpfer Kaplan Heinrich Maier und den Generaldirektor der Semperit AG Franz Josef Messner an. Dieser politisch inhomogene Kreis war sich einig in der strikten Ablehnung des NS-Regimes und strebte eine möglichst rasche Wiedererlangung der Unabhängigkeit Österreichs an. Als vorrangige Mittel zu diesem Zweck diente die Weiterleitung von kriegswichtigen Informationen an die Alliierten über Kontakte zu amerikanischen und britischen Geheimdiensten in der Schweiz und der Türkei. Davon versprach man sich gezielte Luftschläge auf kriegswichtige Betriebe – und damit ein frühes Kriegsende –, und dass Wohngebiete von Luftschlägen verschont blieben. Man kann davon ausgehen, dass Caldonazzis Wissen über Tiroler Rüstungsbetriebe auf diesem Wege auch weitergegeben wurde. Im Herbst 1943 führte Caldonazzi in einem Stahlwerk Vermessungsarbeiten durch und fertigte für Maier Planskizzen des Werkes an, die der an die Alliierten weiterleiten wollte.
Im Herbst 1943 berieten sich Caldonazzi, Hofer und der Mediziner Josef Wyhnal, wie sie Bekannten helfen konnten, die vor einer militärischen Untersuchung auf ihren Tauglichkeitsgrad standen und befürchteten, an die Front geschickt zu werden. Man beschloss, von Wyhnal präparierte Bakterienkulturen zu verteilen, mit denen wochenlanges Fieber und somit eine Frontuntauglichkeit hervorgerufen werden konnten.
Am 25. Februar 1944 wurde Caldonazzi von der Gestapo verhaftet.

## Gefangenschaft und Tod
Walter Caldonazzi wurde im Gefangenenhaus Rossauer Lände gemeinsam mit drei anderen Häftlingen inhaftiert. Bei den Verhören im Gestapo-Hauptquartier am Morzinplatz wurde er sehr wahrscheinlich auch gefoltert. In einem Kassiber vom 27. Mai 1944 schrieb er:

„Seit Feber bin ich von der Gestapo in Haft […] wegen Hochverrat. Ich habe eine sehr große Bitte. Kost ist hier schon total ungenießbar. Da ich jetzt Lebensmittelpakete empfangen darf, bitte ich Dich, falls es Dir möglich ist, mir Brot zu schicken, kann auch schon hart sein […] Wir hungern furchtbar hier […]“

Nach einem kurzen Prozess am 27. und 28. Oktober wurde Walter Caldonazzi am 28. Oktober vom Volksgerichtshof, 5. Senat, unter dem Vorsitz von Senatspräsidenten Albrecht „der Vorbereitung zum Hochverrat, der Feindbegünstigung, der Spionage und der Wehrkraftzersetzung“ für schuldig befunden, zum Tode verurteilt, sowie zum Ehrenrechtsverlust auf Lebenszeit.
Es sind mehrere Briefe Caldonazzis aus der Todeszelle überliefert, die seinen Glauben und seine Überzeugung, für eine gerechte Sache gehandelt zu haben, bezeugen. Beispielhaft ein Auszug aus seinem Brief vom 1. Jänner 1945 an seinen Vater Rudolf, seine Schwester Herta und seine Verlobte Hedi:

„Meine Tage und Stunden sind bereits gezählt, wisset, daß ich mein Leben gerne für die Heimat hingebe, obwohl mich der Gedanke an meine Hedi und Hertha so manche bittere Träne kostete. Ihr wißt, ich war immer ein Gegner des Krieges, immer ein Feind des geistlosen preußischen Militarismus. Macht mir keine Vorwürfe, bitte, mir war dieser scheußliche Tod vorgezeichnet, ich trage mein Los voll treu ergeben als treuer Christ. Eine Freude hätte ich, d. h. Bitte: Bringt mir am schönsten Platz der Welt, wie es mir schien, am Almkranz auf der Praa-Alm ein Marterl an, mit der Bitte um Gebet und den Worten ,O Land Tirol, mein einzig Glück, dir sei geweiht mein letzter Blick!‘ […] Vater, es ist Gottes Beschluß, daß ich mein Leben für eine gute Sache lasse, besser, als ich wäre gegen meine Überzeugung für Hitler als Soldat gefallen.“

Im Gefangenenhaus des Landgerichts, wo er auf die Vollstreckung des Urteils wartete, hatte Caldonazzi auch eine tragische Begegnung mit seinem ehemaligen Mitschüler und Bundesbruder von der Cimbria Kufstein Ernst Ortner, der ebenfalls als Widerstandskämpfer – allerdings für die Gruppe AFÖ – zum Tode verurteilt war.
Der Gefangenenhausseelsorger schrieb in seinem Bericht über die Hinrichtung von Walter Caldonazzi:

„Caldonazzi war ein tief religiöser, streng kath. Mann, ein unentwegter Österreicher. Er empfing zu wiederholten Malen und zuletzt kurz vor seiner Hinrichtung die heiligen Sakramente. Er bat mich, letzte Grüße zu übermitteln an die lb. Eltern und die Schwester und an seine Braut Hedi Kapeller, die letzten Gedanken waren bei ihnen. Als er aus der Zelle E44 (Einzeltrakt-Parterre) in die Armensünderzelle abgeführt wurde, rief er: ‚Es lebe Christus, der König!‘ er blieb in der Armensünderzelle ruhig und gefasst. Er bat mich seiner Braut und seiner Schwester seinen Wunsch und seine Bitte mitteilen zu wollen, daß sie weiterhin brave katholische anständige Mädchen bleiben sollen so christlich weiterhin verbleiben sollen wie bisher und wie er selbst immer gewesen ist und als solcher auch gestorben ist. Als er um 18 Uhr zur Hinrichtung geführt wurde, rief/betete er: ‚O Gott, rechne ihnen dies nicht zur Sünde an!‘ Er starb am Dienstag den 9. Jänner 1945 um 18:04 Uhr abends.“

Die Beerdigung erfolgte am nächsten Tag in einem Schachtgrab auf dem Wiener Zentralfriedhof. 1947 wurde der Leichnam auf Betreiben der Amelungia exhumiert und im Klosterfriedhof von Breitenfurt bestattet. 1975 erfolgte eine neuerliche Exhumierung, die letzte Ruhe fand Walter Caldonazzi im Familiengrab seiner Schwester Herta am Pradler Friedhof in Innsbruck.

## Gedenkstätten

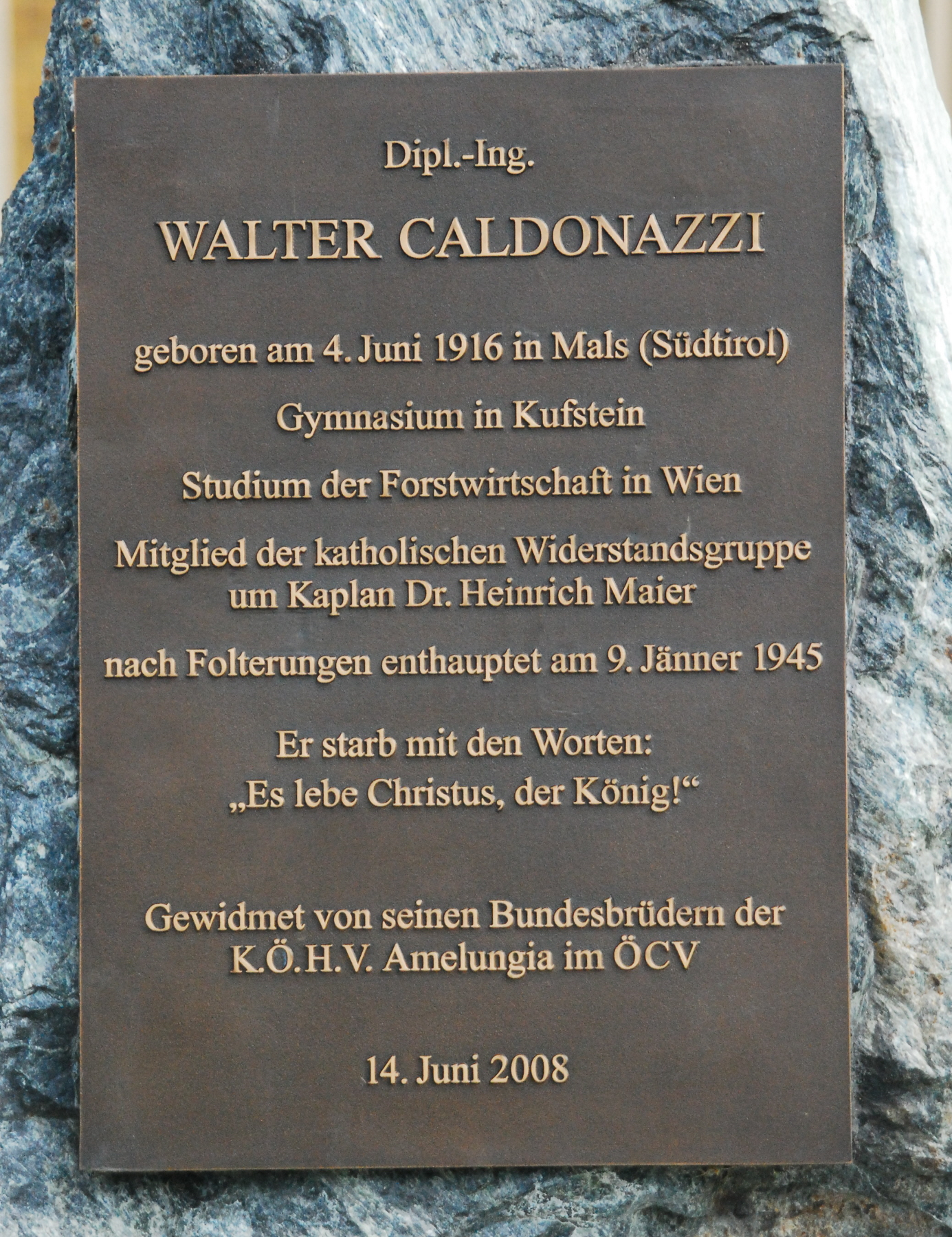
Gedenktafel am Walter-Caldonazzi-Platz in Wien

- Bereits 1945 stellten Freunde ein kleines Holzkreuz auf der Praa-Alm in Wildschönau für Walter Caldonazzi auf.[17]
- 1988 wurde vom Tiroler Forstverein auf der Praa-Alm ein Gedenkkreuz eingeweiht, das an jene Tiroler Forstleute erinnern soll, die wegen ihres Widerstands gegen das NS-Regime zu Tode kamen: Neben Walter Caldonazzi sind dies: Karl Mayr aus Baumkirchen, Viktor Czerny aus Ried im Oberinntal und Ferdinand Eberharter aus Kaltenbach.[18]
- 1989 wurde für Walter Caldonazzi und Ernst Ortner am unteren Stadtplatz in Kufstein eine Gedenktafel enthüllt, auf der zu lesen ist: „Die katholische österreichische Studentenverbindung Cimbria Kufstein gedenkt ihrer NS-Opfer Dipl.‑Ing. Walter Caldonazzi und Ernst Ortner.“[16]
- Im September 1993 errichteten seine Bundesbrüder von der Amelungia am Kreuz auf der Praa-Alm eine Gedenktafel, entsprechend Caldonazzis Wunsch aus dem Brief vom 1. Jänner 1945.[2]
- In Kufstein wurde am 11. Mai 2002 anlässlich der 45. CVV des ÖCV ein Gedenkstein am Fuße der Festung enthüllt.[3]
- In Wien-Hietzing wurde 2006 ein Platz nach Walter Caldonazzi benannt.[2]
- 2007 wurde in Kramsach von einem lokalen Kunstverein eine Gedenktafel errichtet.[2]
- 2008 wurde in Wien auf dem Walter-Caldonazzi-Platz ein Gedenksteine mit einer Bronzetafel durch die Amelungia aufgestellt.[2]
- 2011 wurden im Rahmen der Neugestaltung des Landhausplatzes in Innsbruck am Befreiungsdenkmal die Namen von 107 Menschen angebracht, die im Widerstand gegen das NS-Regime ums Leben kamen, darunter auch Walter Caldonazzi.
- 2017 wurde vom Tiroler Forstverein, der Amelungia und der Cimbria ein neues Mahnmal auf der Praa-Alm aufgestellt.[17]